# Мештера
Мештера (рум. Meștera) — село у повіті Муреш в Румунії. Входить до складу комуни Стинчень.
Село розташоване на відстані 290 км на північ від Бухареста, 67 км на північний схід від Тиргу-Муреша, 122 км на схід від Клуж-Напоки, 149 км на північ від Брашова.

## Населення
За даними перепису населення 2002 року у селі проживали 457 осіб.
Національний склад населення села:
| Національність | Кількість осіб | Відсоток |
| -------------- | -------------- | -------- |
| румуни         | 451            | 98,7%    |
| угорці         | 6              | 1,3%     |

Рідною мовою назвали:
| Мова      | Кількість осіб | Відсоток |
| --------- | -------------- | -------- |
| румунська | 452            | 98,9%    |
| угорська  | 5              | 1,1%     |